# Spalinowy zespół trakcyjny
Spalinowy zespół trakcyjny (SZT) – pociąg złożony z dwóch lub więcej wagonów (członów), z których przynajmniej jeden wyposażony jest we własny napęd spalinowy i które nie są rozłączane podczas eksploatacji. Przystosowany jest do przewozu pasażerów. Zespół trakcyjny zazwyczaj zdolny jest do zmiany kierunku jazdy bez zmiany czoła dzięki wyposażeniu w kabiny sterownicze na obu końcach. Nie należy ich mylić z autobusami szynowymi, które są po prostu jednym samodzielnym wagonem.
Spalinowe zespoły trakcyjne w większości są wykorzystywane na liniach niezelektryfikowanych do obsługi lokalnej komunikacji pasażerskiej. Jeżeli liczba pasażerów jest względnie nieduża i nie jadą względnie daleko, są szybsze i bardziej ekonomiczne niż składy ciągnięte przez lokomotywy.

## Eksploatacja

### W Polsce

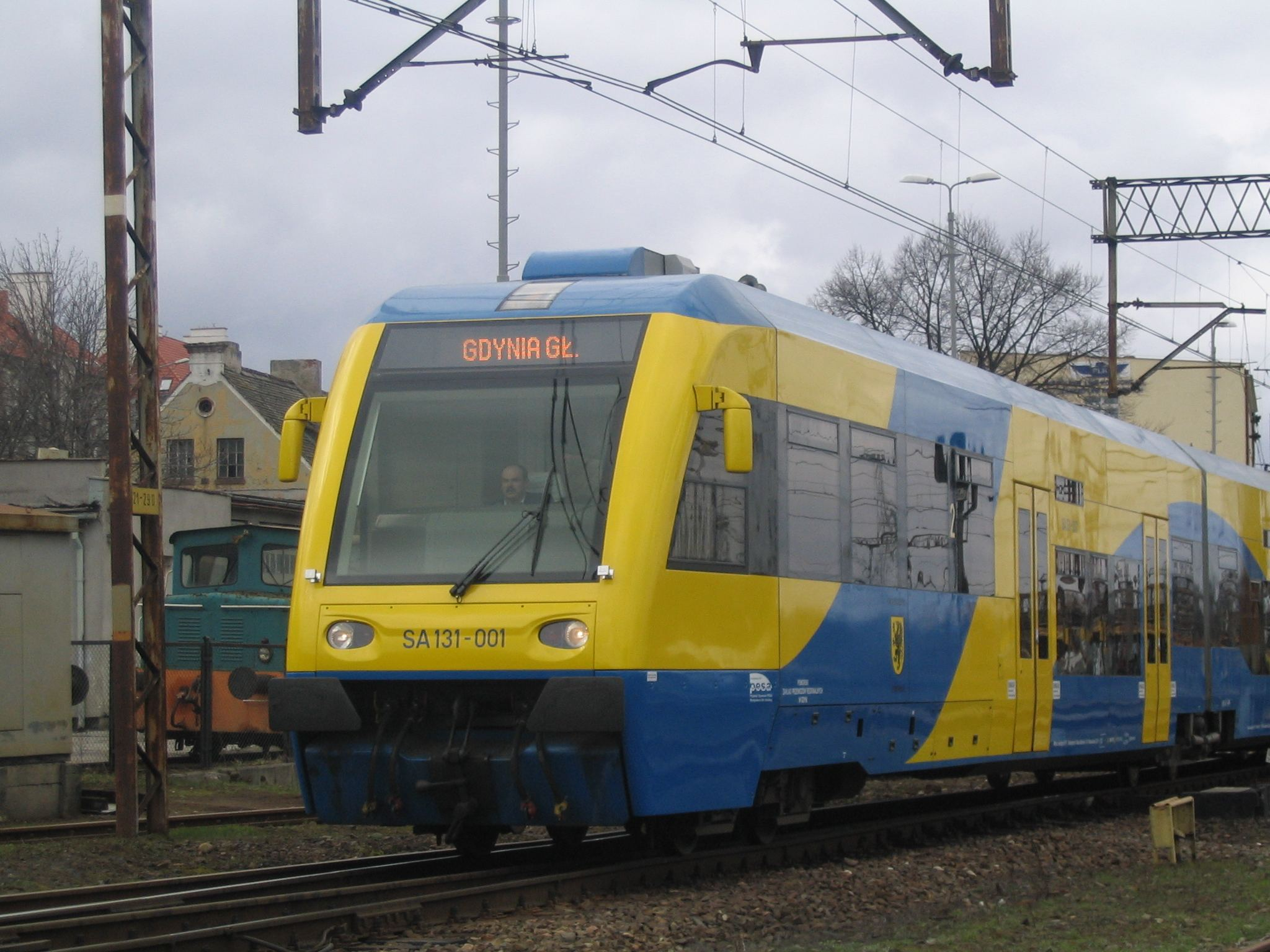
SA131 - pierwszy polski SZT (typ 214M), wyprodukowany przez PESĘ w 2005 roku
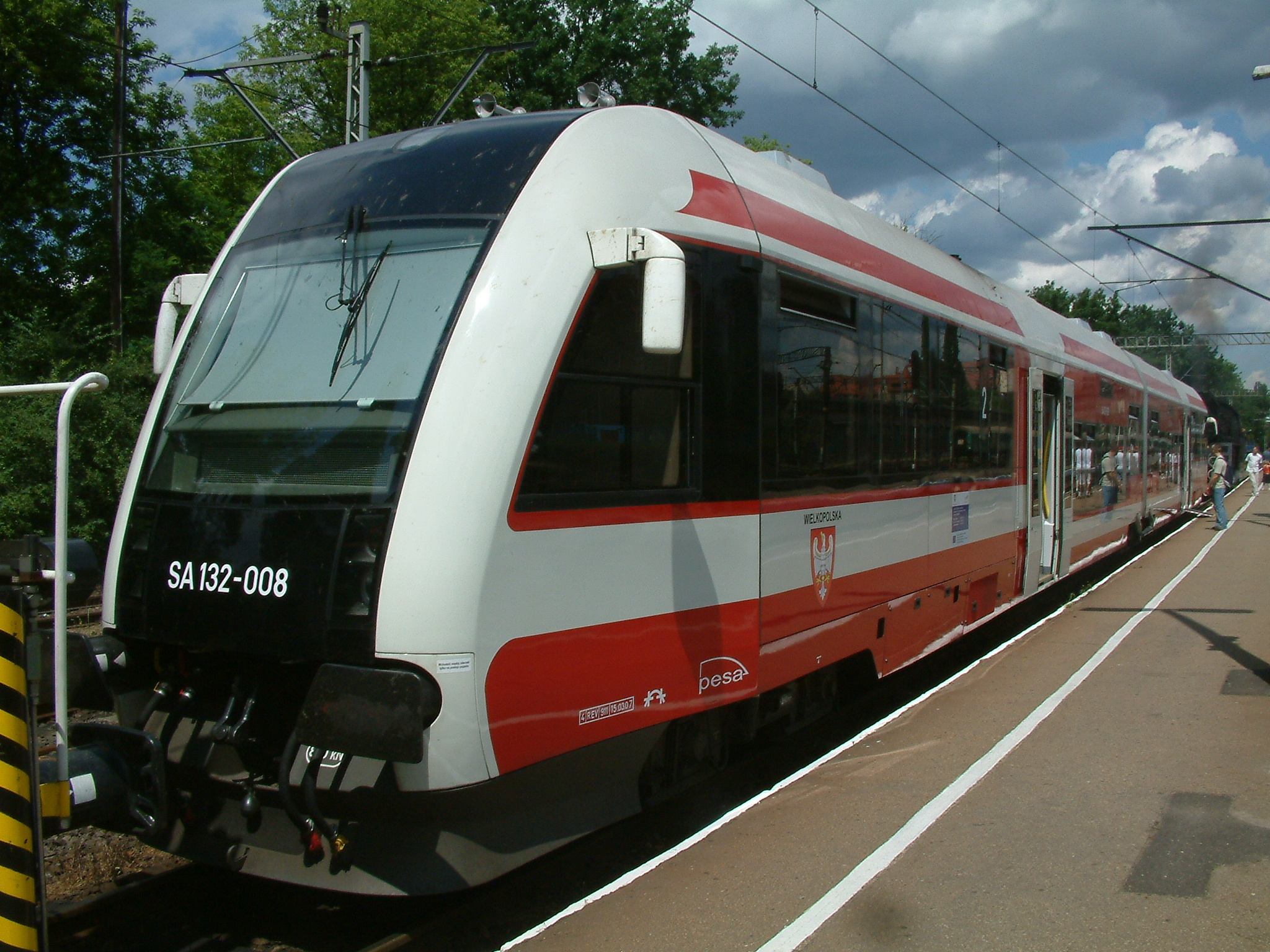
SA132 - modyfikacja SA131
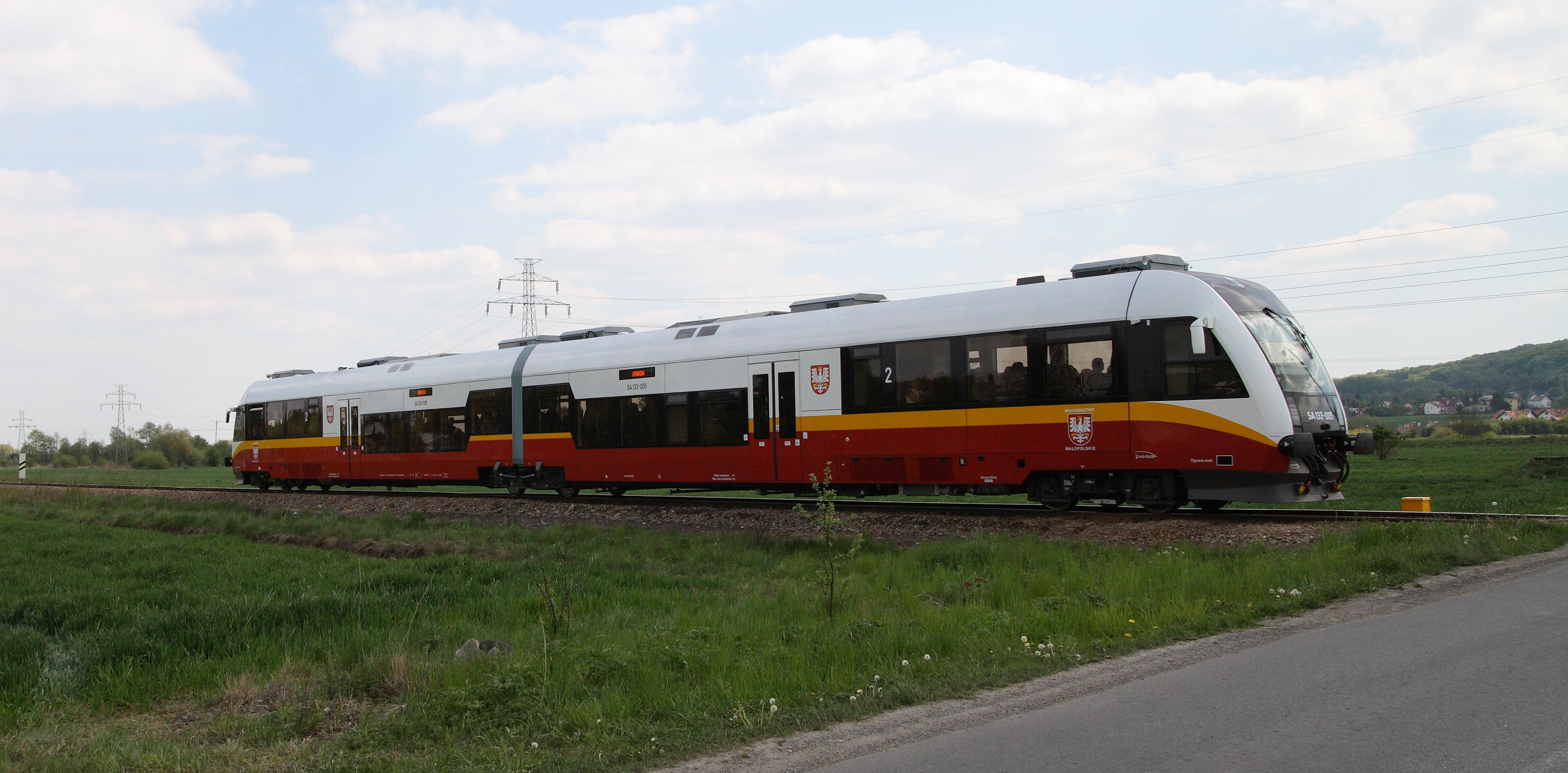
SA133 - modyfikacja SA131
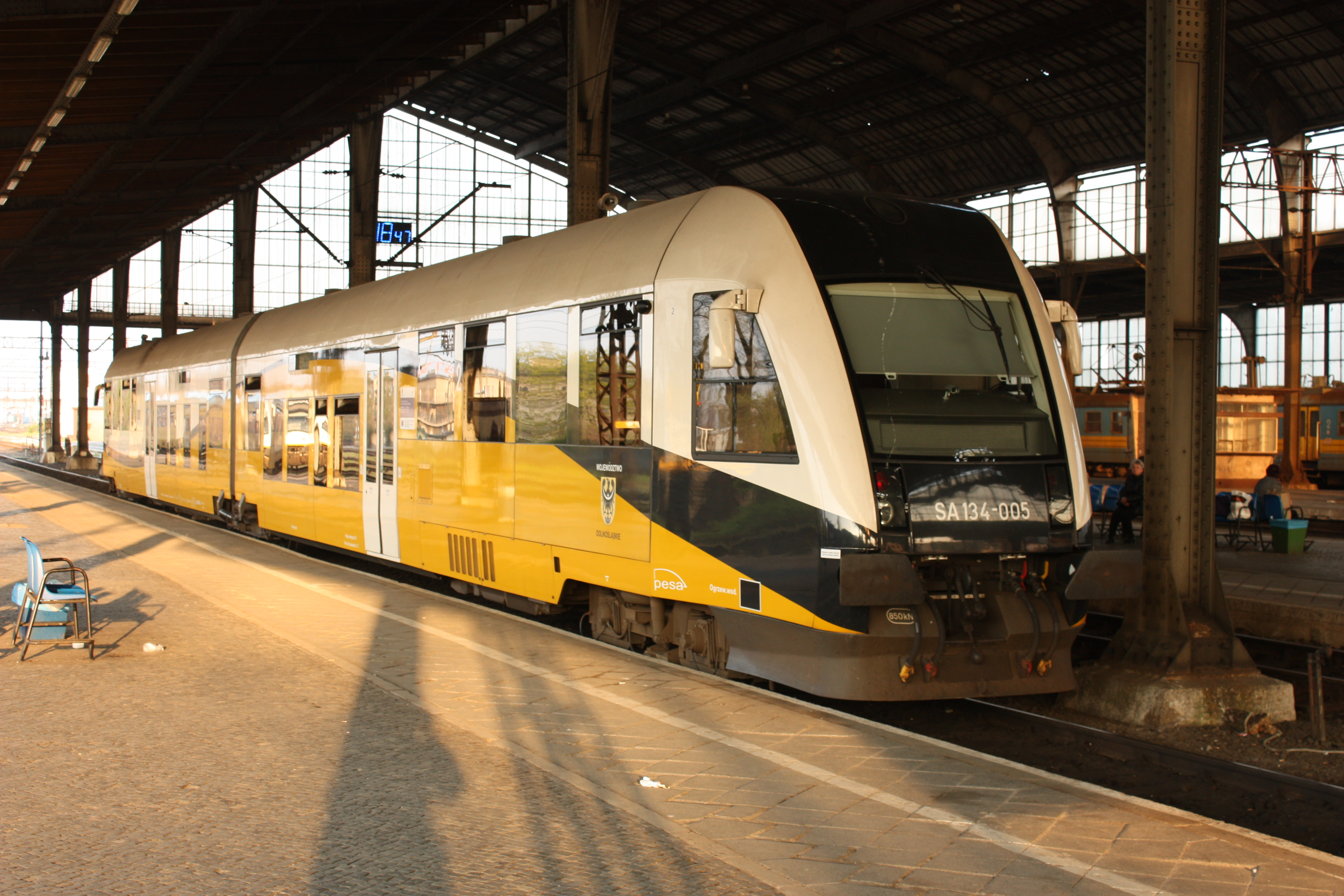
SA134 - modyfikacja SA131
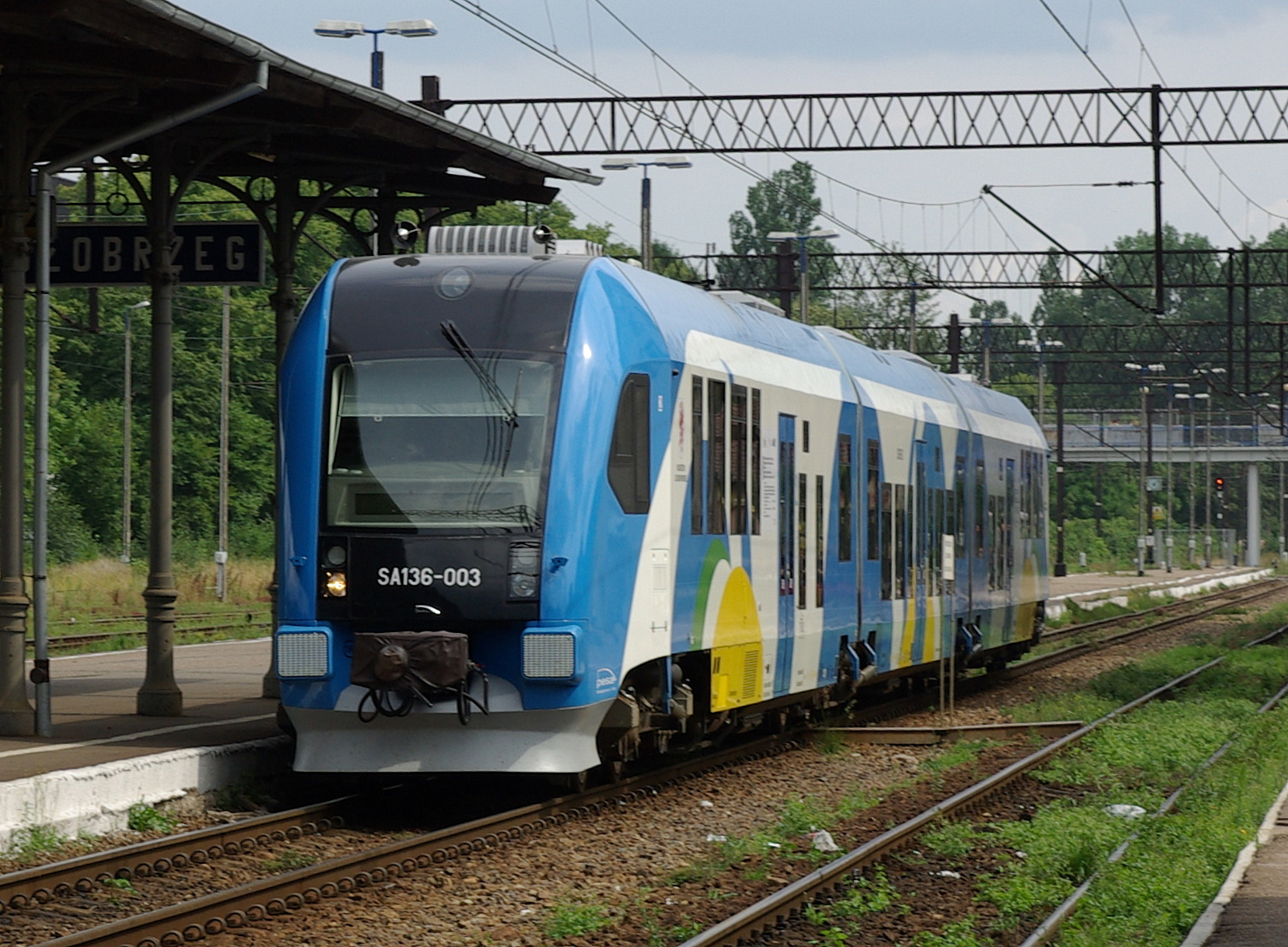
SA136
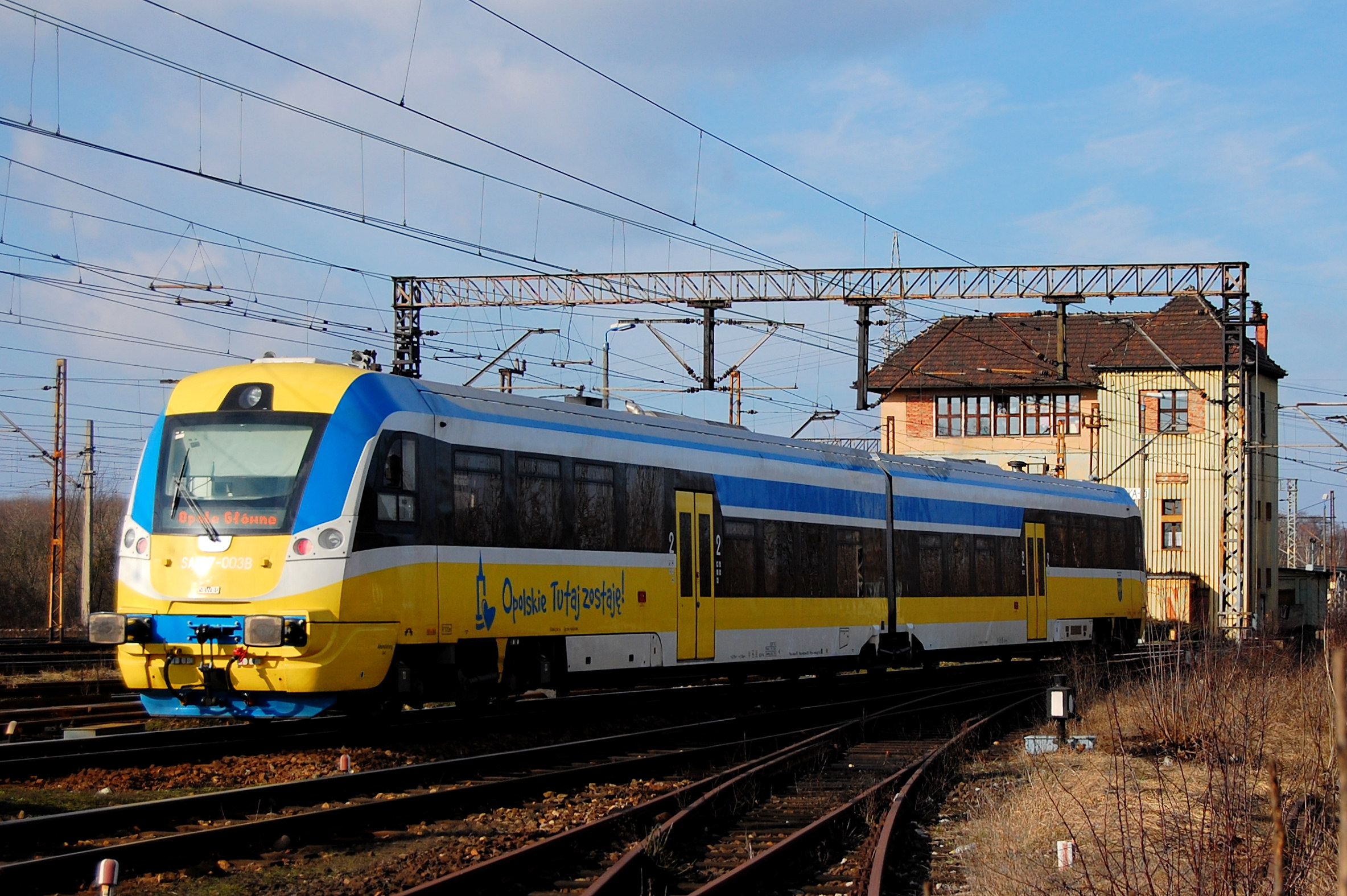
SA137 - pierwszy SZT wyprodukowany przez Newag w 2010 roku
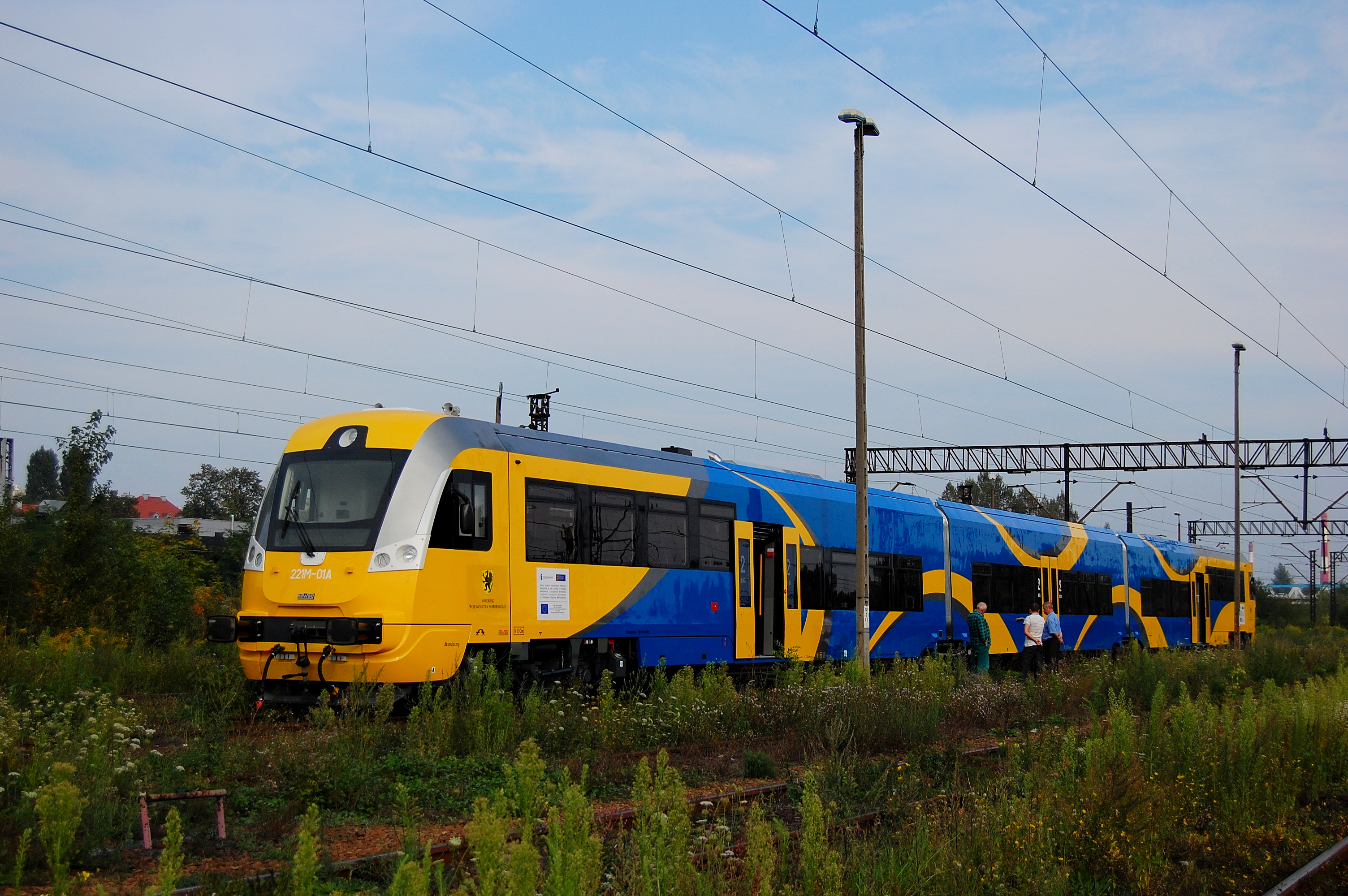
SA138 - trójczłonowa wersja SA137
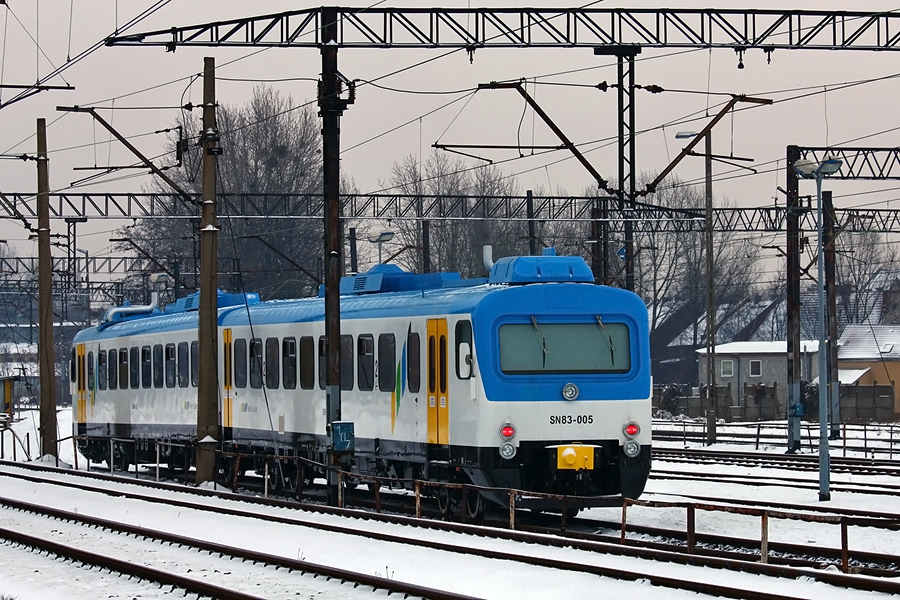
SN83 - SZT produkowany w Holandii, sprowadzony do Polski przez Sigmę Tabor
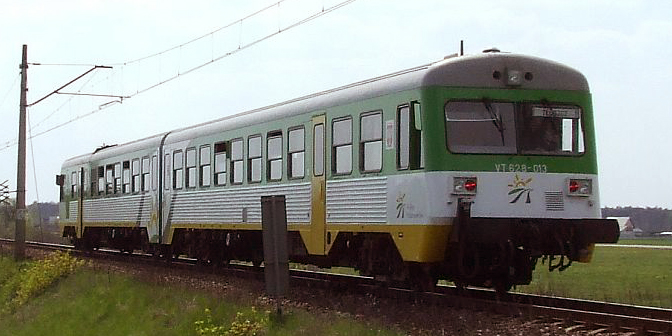
VT628 - SZT produkowany w Niemczech, sprowadzony do Polski przez Koleje Mazowieckie
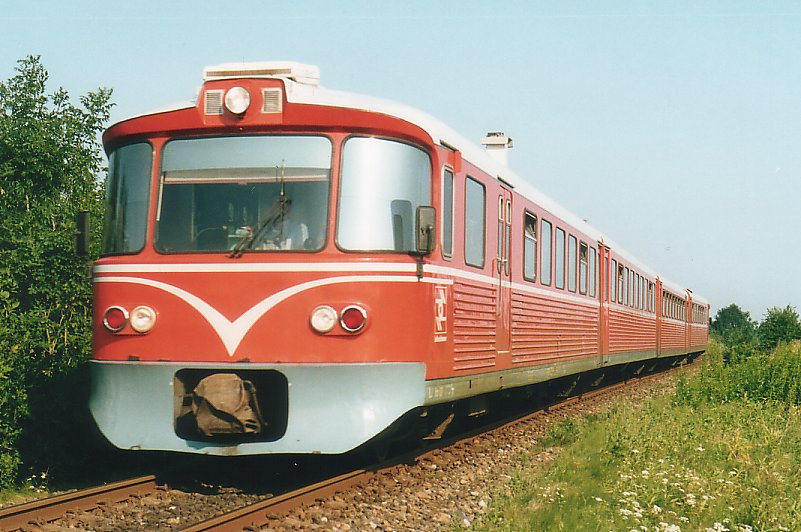
Y - SZT produkowany w Niemczech, sprowadzony do Polski przez Arrivę RP
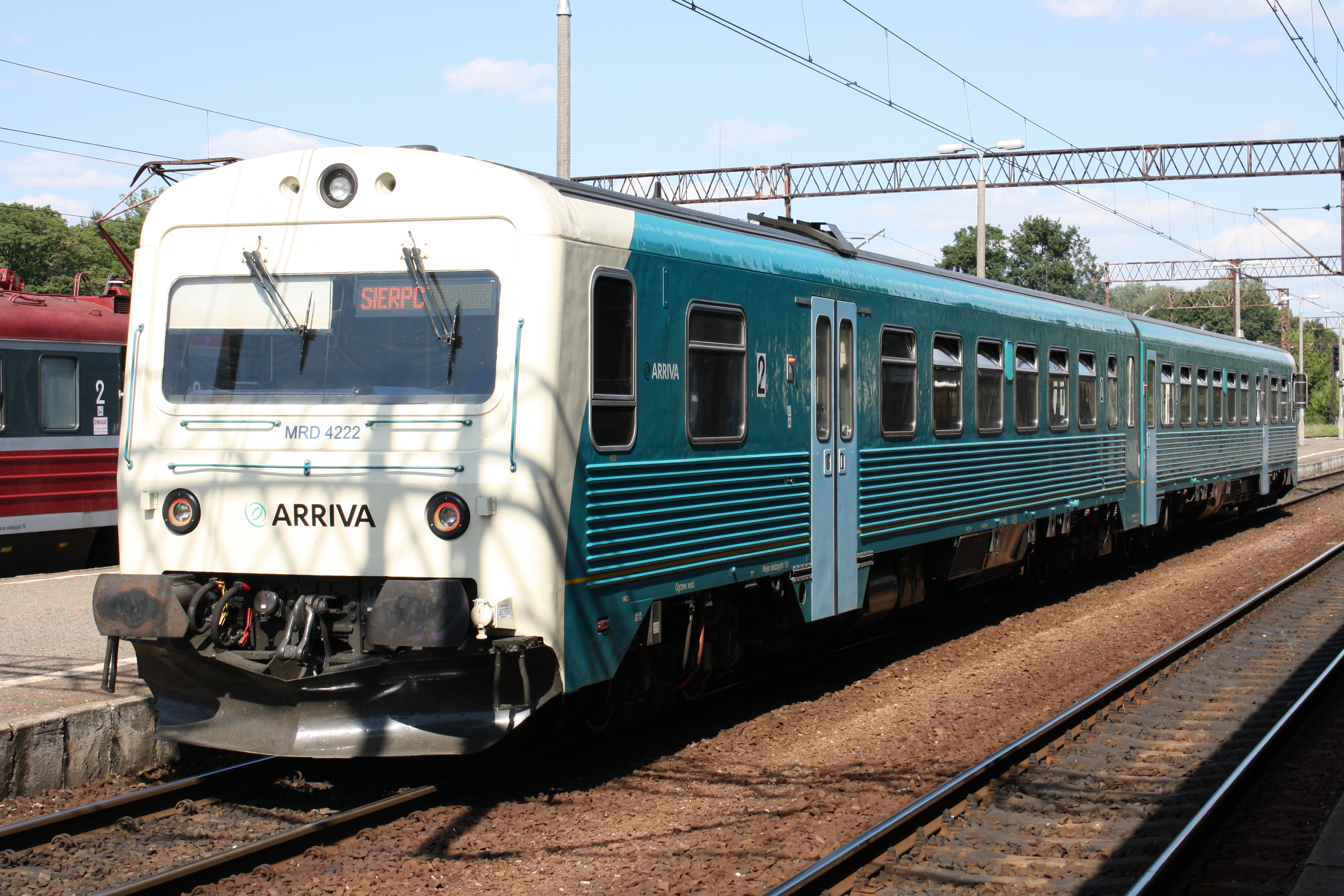
MR/MRD - SZT produkowany w Niemczech, sprowadzony do Polski przez Arrivę RP
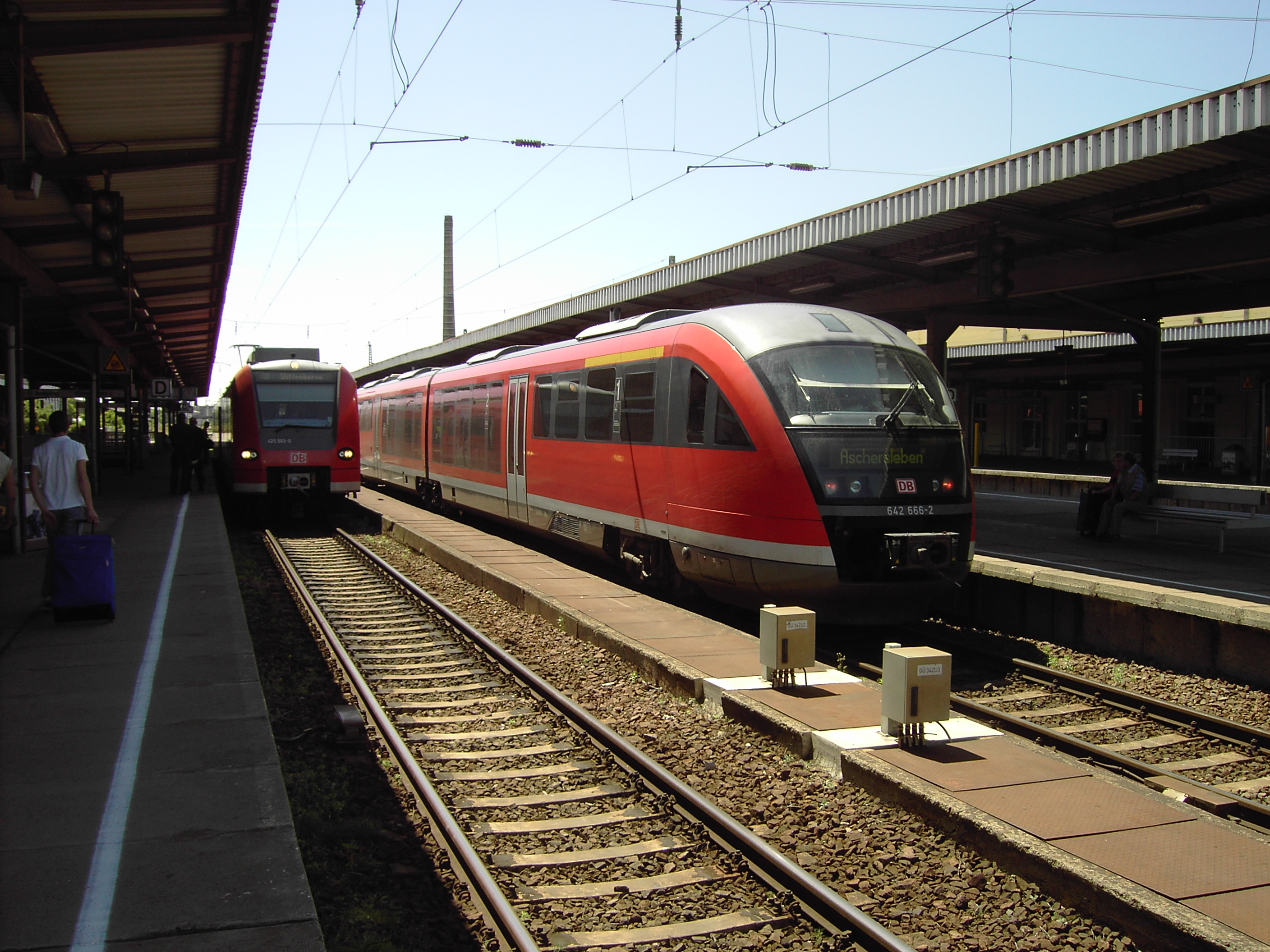
BR 642 - SZT produkowany w Niemczech, wykonujący m.in. transgraniczne kursy dla DB Regio